# Lorne Calvert
Pour les articles homonymes, voir Calvert.
Lorne Calvert (né le 24 décembre 1952 à Moose Jaw) est un homme politique de la province canadienne de Saskatchewan. Il a été chef du Nouveau Parti démocratique de la Saskatchewan et premier ministre de la Saskatchewan entre 2001 et 2007.

## Biographie

### Carrière politique
En 1975, Calvert épouse Betty Sluzalo de Perdue (Saskatchewan). Ordonné ministre de l'Église unie du Canada en 1976, Calvert est ministre de culte dans plusieurs congrégations rurales. De 1979 à 1986, il est pasteur du Zion United Church à Moose Jaw.
Calbert se lance en politique provinciale lors des élections générales de 1986, se présentant sous la bannière néo-démocrate. Il est élu à l'Assemblée législative de la Saskatchewan en tant que député de la circonscription de Moose Jaw South. Il est réélu aux élections de 1991 et 1995 dans la circonscription de Moose Jaw Wakamow, et lors d'une élection partielle dans la circonscription de l'ancien premier ministre Roy Romanow, Saskatoon Riversdale.

### Premier ministre
Suivant la démission du chef néo-démocrate et premier ministre Roy Romanow, Clavert remporte l'investiture du parti et devient premier ministre le 8 février 2001.

### Défaite par les conservateurs
Calvert et le NPD ont battu de justesse le parti d'opposition de centre-droit, le Parti saskatchewanais, aux élections générales de 2003. Le NPD a remporté 30 des 58 sièges à la législature. En 2007, il est battu par le Parti saskatchewanais de Brad Wall.

### L'heure de dire adieu
Il quitte la politique saskatchewanais et chef du NPD Saskatchewanais le 6 juin 2009 et il a été remplacé par le nouveau chef Dwain Lingenfelter.